# پوتریا رنگ‌پریده
پوتریا رنگ‌پریده (نام علمی: Pouteria pallida) نام یک گونه از تیره چیکوئیان است.